# Trevor Taylor (énekes)
Trevor Taylor (Montego Bay, 1958. január 11. – Köln, 2008. január 19.) jamaicai születésű énekes, zenész, zenei producer és dalszerző.

## Korai évek
Trevor Taylor 1958-ban született a jamaicai Montego Bay-ben. Teljes neve: Trevor Oliver Taylor. 14 évesen jutott el először Angliába. A zene mellett a fiatal Trevort a főzés, a súlyemelés, és a futball érdekelte. Igazi rastamanként, Bob Marley volt a példaképe. Karrierje kezdetén basszusgitárosként játszott a brit UB40 nevű reggae együttesben, és énekelt egy kevésbé ismert zenekarban is. 1978-ban séfként dolgozott a birminghami "Holiday Inn" étteremben, majd a kölni Stummel étteremben.

## A Bad Boy Blue együttesben
Trevor Taylor 1984-ben csatlakozott a Bad Boys Blue együtteshez, az eredeti felállásban ő lett a trió szólóénekese. Ő énekelte az 1985-ös év egyik nagy slágerét , a "You're A Woman" című dalt, mely számos európai zenei listán a top 10 közé is bekerült. Németországban a 8. helyig jutott a dal, és négy hónapig szerepelt a német Top 20-as listán. Ugyanebben az évben a Bad Boys Blue együttes megjelentette első stúdióalbumát, Hot Girls, Bad Boys címmel. Trevor Taylor a lemezen minden dalban énekelt (kivéve a "LOVE In My Car" című dalt). A zenekar második stúdióalbumát Heartbeat címmel 1986-ban adtak ki. 
1987-ben, a "Come Back And Stay" című kislemez felvétele közben a Tony Hendrik és Karin van Haaren producerek úgy döntöttek, hogy megváltoztatják a csapat felállását, és John McInerney lesz a szólóénekes. Ezek a változások viszont feszültségeket okoztak a csapaton belül, ami végül Trevor Taylor távozásához vezetett, aki érthető módon nem akarta elfogadni, hogy a továbbiakban csak vokalistaként szerepeljen az csapatban és a szólókat már nem ő énekli. Figyelemre méltó tény, hogy Trevor Taylor nem hagyta azonnal el az együttest, egy egész évig maradt még a csapatnál, fokozatosan vonult háttérbe a szólóénekesi pozíciójából. Az átmeneti időszakban az énekes részvétele először a harmadik és a negyedik albumon énekelt dalok 60%-ára, majd 20%-ra esett vissza. Ez a lépés nem volt véletlen, mivel a producerek stratégiája az volt, hogy a projektjük fennmaradhatósága és folyamatossága érdekében, a nyilvánosság előtt, Trevor Taylor és John McInerney is jelen legyen, csak a pozíciójukat váltották, és a rajongók várhatóan megszokják, hogy Trevor Taylor a háttérben, vokalistaként jelenik meg. Miután John McInerney elegendő új dalban szerepelt vezető énekesként, Trevor Taylor is elhagyhatta a zenekart. Trevornak ezt a lépését a Bad Boys Blue producerei által létrehozott szerződéses kötelezettségei is nehezítették, mert jogilag akadályozták őt abban, hogy a zenekart idő előtt elhagyja. (Legalábbis addig, amíg az együttesnek ez az átmeneti időszak le nem zárult, maradnia kellett.) Így a producerek is garantálhatták projektjük, a Bad Boys Blue zökkenőmentes folytatását.

## A Bad Boys Blue után
Az együttest elhagyva, Trevor filmekben próbált közreműködni és különféle zenei projektekben vett részt, többféle zenei stílusban trance-tól a reggae-ig. 1990-ben a Street Noise nevű reggae csapattal elkészítette az "Our Problem" című kislemezt, Trevor Taylor volt a szólóénekes. 1991-ben Trevor a Temper Temper együttes tagja volt gitárosként. Trevor Taylor, évekig producere és énekese volt az Umoya nevű német reggae együttesnek, amely három albumot és hat kislemezt adott ki. 
1995-től Supa T művésznév alatt, Trevor Taylor felvételeket készített a The Party Animals zenekarral. Kiadtak 4 kislemezt "My Dog", "Gotta Jump", "Be True" és a "Love and Respect" címmel. Ez utóbbi dal volt az év spanyolországi slágere, és hosszú ideig vezette a spanyol toplistákat. Ezek a szerzemények később felkerültek első szólóalbumára, melyet Reggae  in the Pop House & Soul címmel 1998-ban adott ki a Vale Music kiadó. Ugyanebben az évben Trevor részt vett a Chocolate Milk kislemezének "Harddrummer" felvételén is. 
Később hangfelvételeket készített "Don't Worry, Be Happy" és "Sex Up My Life" címmel, mely dalok a "Heiße Tage – Wilde Nächte" című német televíziós sorozatban hangzottak el. Későbbi éveiben Trevor sokat koncertezett az Umoya nevű német reggae együttessel és a The Reggae Cracks nevű zenekarral. Azt is tervezte, hogy kiadja második szólóalbumát, Second Life címmel. 
50 évesen, Trevor Taylor szívroham következtében hunyt el egy kölni kórházban. Második szólólemezét hivatalosan még nem tették közzé.

## Diszkográfia

### Kislemezek
| Év   | Cím                                       | Előadó                              |
| ---- | ----------------------------------------- | ----------------------------------- |
| 1985 | You're a Woman                            | Bad Boys Blue                       |
| 1985 | Pretty Young Girl                         | Bad Boys Blue                       |
| 1986 | Kisses an Tears (My One and Only)         | Bad Boys Blue                       |
| 1986 | Love Really Hurts Without You             | Bad Boys Blue                       |
| 1986 | I Wanna Hear Your Heartbeat – Sunday Girl | Bad Boys Blue                       |
| 1987 | Gimme Gimme Your Lovin' – Little Lady     | Bad Boys Blue                       |
| 1990 | Our Problem                               | Street Noise (feat. Trevor Taylor)  |
| 1992 | Hey You                                   | Umoya                               |
| 1993 | Hey You (Club Remixes)                    | Umoya                               |
| 1993 | The Children                              | Umoya                               |
| 1994 | Hey See De Raataman                       | Umoya                               |
| 1994 | Hy See De Raastaman (Dance Remixes)       | Umoya                               |
| 1994 | Song For Ruanda                           | Cologne Ruanda Projekt              |
| 1995 | My Dog (Is Better Than Your Dog)          | Supa T and the Party Animals        |
| 1996 | Love and Respect                          | Supa T and the Party Animals        |
| 1997 | Gotta Jump                                | Supa T and the Party Animals        |
| 1998 | Be True                                   | Supa T and the Party Animals        |
| 1998 | Harddrummer (Drivin 'Me Crazy)            | Chocolate Milk                      |
| 2001 | Ha Deng / Tribal Nation                   | Avancada                            |
| 2001 | I Like to Move It                         | Bang Gang                           |
| 2001 | Sex Up My Life (The Pussy Song)           | Mondo Club                          |
| 2001 | Don't Worry, Be Happy                     | Mondo Club                          |
| 2010 | Ragga Ragga (digitális kiadás)            | Blunt Factory (feat. Trevor Taylor) |

### Albumok
| Év   | Cím                            | Előadó                       |
| ---- | ------------------------------ | ---------------------------- |
| 1985 | Hot Girls, Bad Boys            | Bad Boys Blue                |
| 1986 | Heart Beat                     | Bad Boys Blue                |
| 1987 | Love Is No Crime               | Bad Boys Blue                |
| 1988 | My Blue World                  | Bad Boys Blue                |
| 1993 | Overdue                        | Umoya                        |
| 1998 | Reggae in the Pop House & Soul | Supa T and the Party Animals |
| 1999 | Mixed Mode (promo)             | Umoya                        |
| 2004 | Two Becades                    | Umoya                        |
| 2006 | Many Ways                      | Kuebert                      |
| 2007 | Second Life (nem kiadott)      | Supa T & The Reggae Cracks   |